# Луї Дюшен
Луї Дюше́н (фр. Louis Duchesne; 13 вересня 1843 — 21 квітня 1922) — французький католицький священник, абат, дослідник стародавнього церковного життя та літератури.

## Біографія

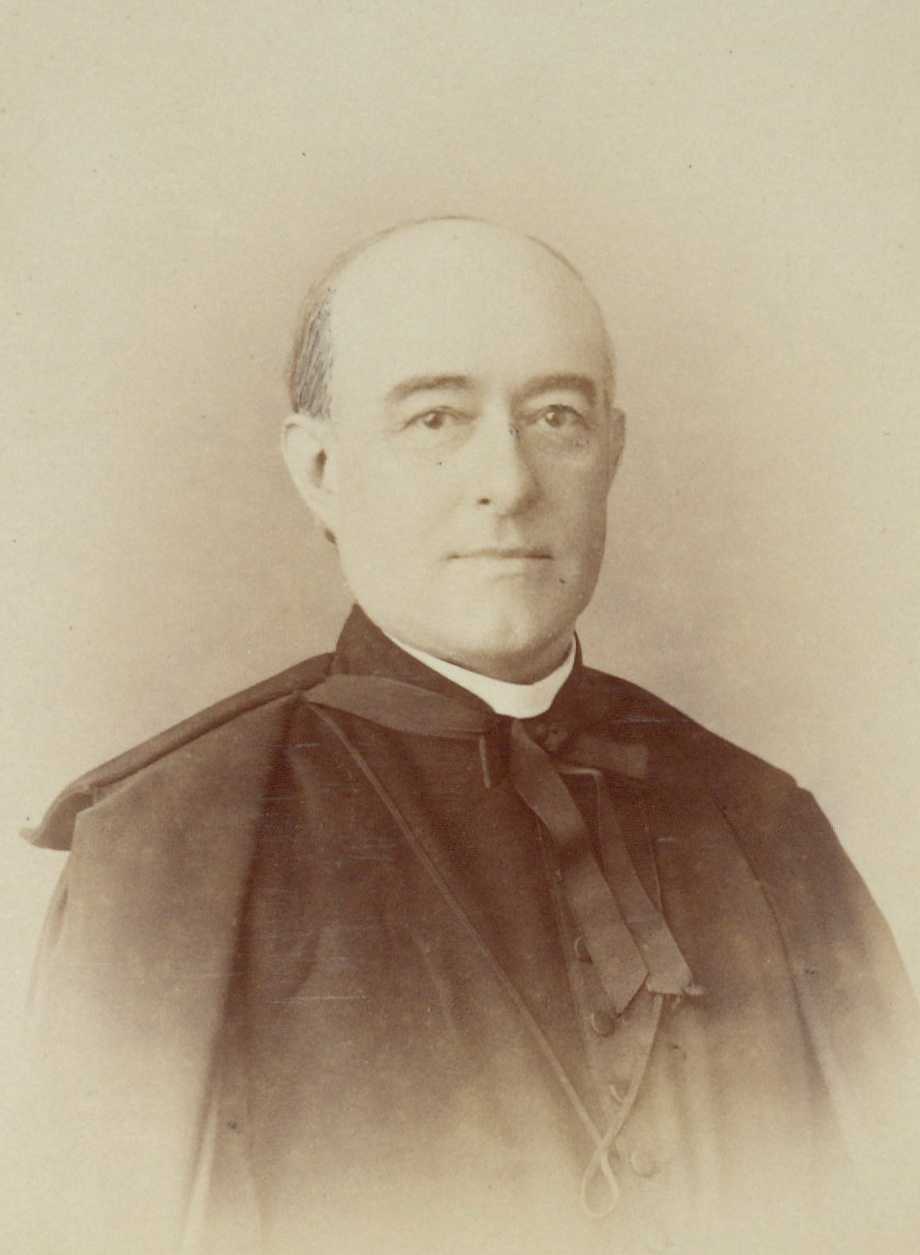
Луї Дюшен

Народився у містечку Сан-Серван. У 1873—1876 рр. навчався в École française у Римі. Захопившись археологією, він організував низку експедицій на Афон, а також у Малу Азію та Сирію. Ці подорожі пробудили в ньому інтерес до ранньої історії церкви. 1877 року Дюшен отримав катедру церковної історії в Католицькому інституті в Парижі, але залишив теологічний факультет 1883 року. Потім почав викладати в Практичній школі вищих досліджень . А 1895 року був призначений директором науково-дослідного інституту Французької школи в Римі.

## Твори
Головні праці Дюшена:
- «Études sur le Liber Pontificalis» та зразкове видання тексту цієї книги,
- «Origines du culte chrétien»,
- «Fastes épiscopaux de l'ancienne Gaule»;
- у співпраці з де-Россі — критичне видання «Мартиролога Єроніма».

З численних статей (mémoires) Дюшена з церковної історії та літератури, що дуже цінуються і німецькими фахівцями, вирізняється чудовий за сміливістю поглядів етюд про догмат Трійці у донікейських отців церкви. Викликана цим етюдом агітація проти Дюшена, щоб позбавити його богословської катедри, мала успіх. Проте його «Рання історія церкви» (Histoire ancienne de l'Église) була 1912 року внесена до Індексу заборонених книг як надто модерністська.